# St. Dionysius (Sinz)

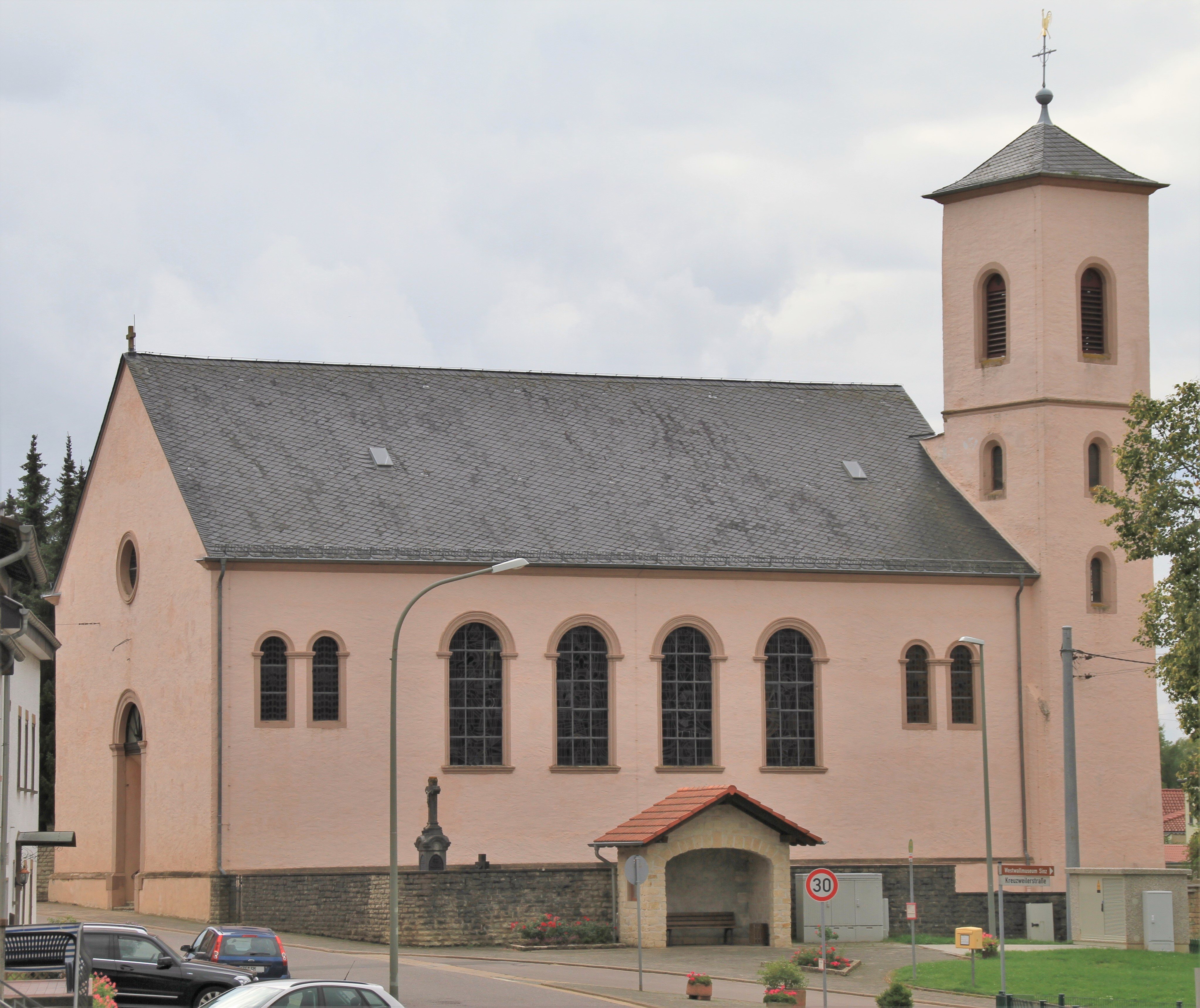
Blick auf St. Dionysius

Die Kirche St. Dionysius ist eine katholische Pfarrkirche im saarländischen Sinz. Sie trägt das Patrozinium des heiligen Dionysius von Paris und ist in der Denkmalliste des Saarlandes als Einzeldenkmal aufgeführt.

## Geschichte
Schon im neunten Jahrhundert war Sinz Pfarrort und hatte eine Kirche, die dem heiligen Dionysius geweiht war. Die Pfarrei „Dionysius“ Sinz wird in dieser Zeit erstmals in den Büchern von St. Matthias Trier erwähnt. Eine Visitation aus dem Jahr 1667 berichtete von einer Kirche mit zwei Altären, die in einem „trostlosen Zustand“ und teilweise Ruine sei. 1683 wurde eine neue Kirche errichtet. 1844 wurde die Kirche neu aufgebaut. Nur der Turm der alten Kirche blieb erhalten. Im Zweiten Weltkrieg wurde die Kirche in einer Panzerschlacht im „Orscholz-Riegel“ zerstört. Nach dem Ende des Krieges wurde die Messe unter der nicht zerstörten Empore der Kirche gehalten. 1945 wurde die einzige noch vorhandene Glocke aus den Trümmern ausgegraben und zum Läuten aufgehängt. Ab Mitte November 1945 nutzte man verschiedene Notbaracken als Gotteshaus. 1949/50 wurde St. Dionysius nach Entwürfen des Perler Architekten H. Ulrich verändert wiederaufgebaut und am 12. November 1950 benediziert. 1953 wurden drei neue Glocken in Colmar abgeholt. 2005 wurde das Bauwerk außen saniert. 2012 erfolgte die Innensanierung und der Chorraum wurde neu gestaltet.

## Architektur und Ausstattung
Die Kirche mit Satteldach wurde auf leicht abschüssigem Gelände über einem Sockel mit Sandsteinrustika errichtet. Portal und Fenster sind mit Rundbögen ausgestattet. Über dem Portal sitzt ein Okulus. Auf den Längsseiten sitzen je vier große Fenster zwischen vier gepaarten kleineren Fenstern. Der Kirchturm über quadratischem Grundriss sitzt leicht versetzt in der Nordecke des Gebäudes am eingezogenen Rechteckchor mit Sakristei. Das Innere wurde im Stil einer Pseudobasilika gestaltet. Schmale rechteckige Säulen tragen die Flachdecke mit Stuck. Zwei Seitenaltäre flankieren den Triumphbogen. Das Innere des Chores wurde 2012 neu gestaltet und ist modern gehalten.  
Der Altar stammt von dem Steinmetz Johannes Räbiger aus Mettlach. Er wurde aus der nicht mehr benutzten und mittlerweile abgebrannten Kirche St. Helena in Burbach abgebaut.